# ЭКГ-5А
 border=1
 border=1
 border=1
 border=1
 border=1
 border=1
 border=1
 border=1
 border=1
 border=1
 border=1
 border=1
 border=1
 border=1
 border=1
 border=1
 border=1
 border=1
 border=1
 border=1
 border=1
 border=1
 border=1
 border=1
 border=1
 border=1
 border=1
 border=1
 border=1
 border=1
 border=1
 border=1
 border=1
 border=1
 border=1
 border=1
 border=1
 border=1
 border=1
 border=1
 border=1
 border=1
 border=1
 border=1
 border=1
 border=1
 border=1
 border=1
 border=1
 border=1
 border=1
 border=1
 border=1
 border=1
 border=1

Модель экскаватора ЭКГ-5А в музее Истории УЗТМ
ЭКГ-5А — электрическая карьерная полноповоротная механическая лопата на гусеничном ходу, предназначенная для выемки и погрузки в транспортные средства полезных ископаемых и вскрышных пород, в том числе тяжёлых скальных, предварительно разрыхлённых взрывом. Применяется на открытых горных работах в рудной и угольной промышленности, а также в карьерах промышленности строительных материалов, при строительстве промышленных, гидротехнических и других сооружений.
Экскаватор ЭКГ-5А является модификацией ранее выпущенных Уралмашзаводом моделей ЭКГ-4.6Б, ЭКГ-4.6А, ЭКГ-4.6

## История

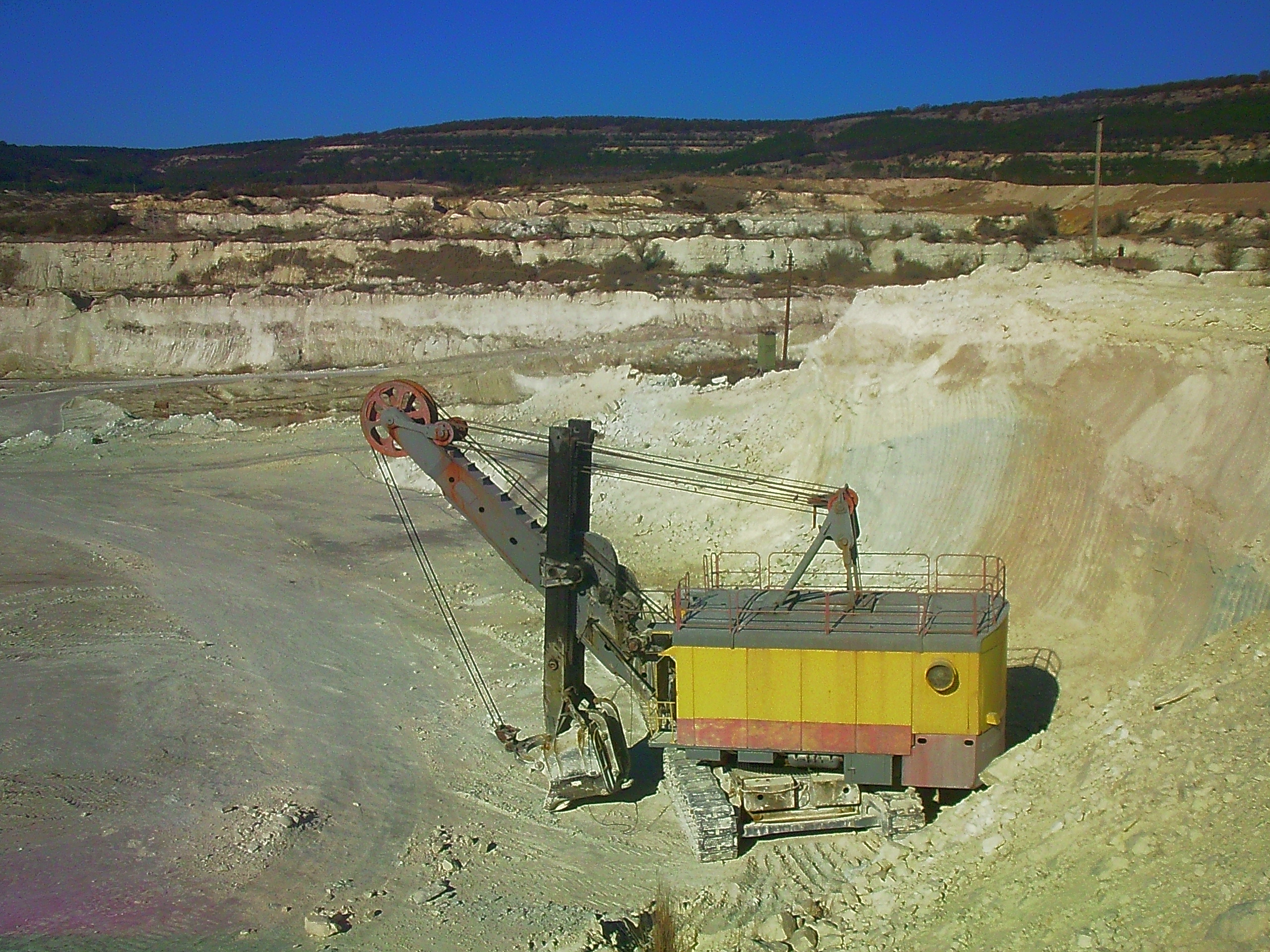
ЭКГ-5А в Бахчисарае

До 1917 года в России экскаваторы производили по лицензии. Путиловский завод выпустил 39 экскаваторов по чертежам американской компании Bucyrus (англ.). Это были механические неполноповоротные паровые лопаты на рельсовом ходу с ковшами вместимостью до 2,3 м³ и десять многоковшовых экскаваторов, построенных по чертежам германской фирмы Lu’beck (нем.)).
Прообразом первых советских экскаваторов стали экскаваторы фирм Bucyrus и Marion (англ.), которые советское правительство закупило в 1930-х годах, в том числе с целью накопить необходимые данные для проектирования собственных машин. Импортные модели были взяты за основу на дальнейшем пути развития советских механических лопат. В современных ЭКГ-5А угадывается конструктивно-компоновочная схема работавших на советских стройках Bucyrus 50В, 120В, Marion 37, 4160, 4120.
Первым советским экскаватором принято считать паровой полноповоротный М-III-п (вместимость ковша 1,5 м³, масса 65 т), выпущенный на Воткинском заводе по чертежам Проектно-технической конторы экскаваторостроения. Ранее при содействии Бюро Земмашин проводилась модернизация уже имеющихся экскаваторов. Так, на Турксибе модернизировали американские полноповоротные паровые лопаты Marion моделей 28, 31 и 46. Экскаваторы перевели на гусеничный ход EMAG, оборудовали драглайном и затем использовали для отрывки траншей бестранспортным способом с отсыпкой грунта в отвал.
Анализ работы импортных машин помог выбрать конструкцию паровых лопат М-III-п (1,5 м³), М-II-п (0,75 м³), M-IV-э (электрический, 3 м³). Был освоен ряд машин с ковшами вместимостью 0,35; 0,75; 1,5; 3 м³ и, кроме того, лопата на рельсовом ходу с ковшом вместимостью 2,5 м³. В те годы американское экскаваторное машиностроение, насчитывающее уже 100-летнюю историю, значительно превосходило германское. Экскаваторы немецких фирм (например, Demag (нем.)) имели худшие эксплуатационные показатели, были менее надёжны. Они отличались сложностью механизмов. Базовые детали выполнялись сварным способом из углеродистых сталей, тогда как в США применялось качественное литьё крупных форм из легированной стали, а простота конструкции значительно повышала надёжность и снижала трудозатраты на обслуживание механизмов. Американские экскаваторы были более выгодны в производстве и эксплуатации.
Проектно-техническая контора экскаваторостроения приняла решение проектировать новые модели машин с выполнением основных деталей литыми и разрабатывать самостоятельные конструкции и с выбором наиболее подходящих для наших условий вариантов исполнения основных узлов. Нельзя забывать, что в те годы отечественное машиностроение, представленное в основном национализированными частными заводами царской России, очень отставало от западного и многие инновационные решения были попросту неприменимы в условиях заводов.
В 1931 году Ковровский завод приступил к выпуску паровых машин «Ковровец» на рельсовом ходу (масса 70 т), а с 1932 года наладил выпуск паровых гусеничных ППГ-1,5 (ковш 1,5 м³). Завод производил 80 единиц ППГ-1,5 в год, чего явно было недостаточно для строек СССР. С 1933 года экскаваторы изготавливали уже на нескольких заводах.
Костромской завод наладил выпуск экскаватора М-II-п, Воткинский завод выпускал аналогичный по конструкции М-III-п. Самой распространённой моделью малой мощности стал М-1-ДВ (0,35 м³) московского завода «Машиностроитель». Его создали на базе трактора СТЗ мощностью 30 л. с. Дмитровский экскаваторный завод и московский завод «Красный металлист» наладили выпуск многоковшовых экскаваторов для рытья траншей (MK-I; МК-П).
В 1936 году Уральский завод тяжёлого машиностроения выпустил экскаватор Э-3 (M-IV-э) с ковшом 3 м³ и двигателем мощностью 250 л. с. Эта машина положила начало советскому тяжёлому экскаваторостроению и всей будущей линейке ЭКГ. Таким образом, к 1936 г. были освоены основные типоразмеры экскаваторов, в дальнейшем добавлялись новые, более мощные машины. В классе строительных экскаваторов основными производителями стали заводы «Машиностроитель» (Москва), Ковровский, «Рабочий металлист» (Кострома), Воткинский, Дмитровский, «Красный экскаваторщик» (Киев), Кунгурский (Д-0,35 «Кунгурец» с ковшом вместимостью 0,35 м³). В дальнейшем были введены в строй Воронежский и Калининский экскаваторные заводы, подключены мощности Ждановского завода.
Иначе обстояли дела в классе тяжёлых карьерных экскаваторов. В 1937 г. экскаваторный отдел конструкторского бюро Уральского завода тяжёлого машиностроения (Уралтяжмаш) спроектировал карьерные экскаваторы Э-1203 (ковш 3 м³) и Э-4 (ковш 4 м³).
В 1947 году выпущен первый карьерный экскаватор СЭ-3. В этой машине были использованы конструктивные принципы довоенных моделей Э-1203 и Э-4. Экскаваторы СЭ-3 работали в самых тяжёлых условиях на строящихся и действующих карьерах. Именно эти машины в определённой степени обеспечили развитие открытого способа добычи полезных ископаемых в СССР в 1950-е годы.
Позднее Уралтяжмаш освоил выпуск карьерного экскаватора ЭКГ-4.6 массой 188 т и с ковшом вместимостью 4,6 м³. Был разработан ЭКГ-5 с канатным напором, однобалочной, разгруженной от кручения рукоятью и шарнирно-сочленённой стрелой. Эту модель передали для производства на Ижорский завод тяжёлого машиностроения, и она послужила прообразом базовых серий ЭКГ-8И и ЭКГ-12,5.
Уралтяжмаш продолжил выпуск ЭКГ-4.6Б с последующей модернизацией в ЭКГ-5А с зубчато-реечным напором, односекционной стрелой и двухбалочной рукоятью, повторяя схему прототипов Bucyrus. ЭКГ-5А выпускают с 1980 года. В 2014 году, серийное производство экскаваторов ЭКГ-5А освоил, также, Уральский завод горных машин (Уралгормаш). ЭКГ-5А, и по сей день, является самым распространённым карьерным экскаватором на всем постсоветском пространстве.
Сегодня один из выпущенных УЗТМ экскаваторов ЭКГ-5А является экспонатом Музейного комплекса УГМК в Верхней Пышме.

## Модификации

### Исполнение
В зависимости от климатических условий экскаваторы выпускают в исполнении «У» (умеренный, предельные границы колебания температуры ±40 °С); «ХЛ» (хладоустойчивый, колебания от +40 до −60 °С; «С» (северный) — от +40 до −50 °C; «Т» (тропический) — от +55 до −20 °С.

### Экскаватор ЭКГ-5В
Ковш экскаватора оборудован пневмоударными зубьями, обеспечивающими разрушение горной массы в процессе черпания и позволяет разрабатывать трещиноватые породы и угли малой и средней крепости без предварительного их рыхления взрывом. Применение этой машины перспективно в тех случаях, когда проведение буро-взрывных работ невозможно по экологическим или каким-либо иным причинам.
Удельный расход электроэнергии не превышает расхода при работе экскаватора с обычным ковшом
- Ковш снабжён пневмоударными зубьями, автоматически включаемыми в работу при увеличении сопротивления при копании.
- Экскаватор оборудован пневмосистемой для питания молотов сжатым воздухом.

### Экскаватор ЭКГ-5Д
Оборудован дизель-электрическим приводом, дающим возможность эксплуатировать машину в условиях отсутствия линий электропередачи. Первичными двигателями экскаватора являются дизели, приводящие во вращение генераторы постоянного тока, питающие двигатели основных механизмов. Топливный бак объёмом 3800 л рассчитан на 24 часа непрерывной работы. Основные металлоконструкции экскаватора изготовлены из низколегированной стали марки 10ХСНД, составные ковша — из износостойкой высокомарганцовистой стали 110Г13Л, элементы силовых передач — из легированных сталей.
- Система дистанционного контроля позволяет следить за работой дизелей из кабины машиниста.
- Наличие варианта с уширенными гусеницами

### Экскаватор ЭКГ-5А-УС
Экскаватор со среднеудлиненными линейными параметрами рабочего оборудования, предназначен для выемки уширенных заходок, обладает возможностью погрузки породы в большегрузные автосамосвалы грузоподъёмностью 75-110 т, либо в железнодорожные вагоны, расположенные на параллельных путях и на уровне стоянки экскаватора.

### Технические характеристики модификаций
| Параметры                                                    | ЭКГ-5А         | ЭКГ-5В         | ЭКГ-5Д               | ЭКГ-5А-УС      |
| ------------------------------------------------------------ | -------------- | -------------- | -------------------- | -------------- |
| Вместимость ковша, м³                                        | 4,6 - 6,3      | 5              | 4,6 - 6,3            | 4,6            |
| Радиус черпания наибольший, м                                | 14,5           | 14,5           | 14,5                 | 15,5           |
| Радиус черпания на уровне стояния, м                         | 9,04           | 9,04           | 9,04                 | 10,5           |
| Высота черпания наибольшая, м                                | 10,3           | 10,2           | 10,3                 | 12,9           |
| Радиус выгрузки наибольший, м                                | 12,65          | 12,65          | 12,65                | 13,7           |
| Радиус хвостовой части, м                                    | 5,25           | 6,5            | 6,7                  | 9              |
| Высота выгрузки наибольшая, м                                | 6,7            | 6,5            | 6,7                  | 5,9            |
| Просвет под поворотной платформой, м                         | 1,85           | 1,89           | 1,89                 | 1,85           |
| Среднее удельное давление на грунт при передвижении, кгс/см² | 2,1/1,72/1,3   | 2,19/1,79/1,52 | 2,1/1,72/1,3         | 2,26/1,85      |
| Среднее удельное давление на грунт при передвижении, кПа     | 205/162/127    | 215/176/149    | 205/162/127          | 221/181        |
| Расчётная продолжительность цикла (при угле поворота 90°), с | 23             | 26             | 23                   | 29             |
| Напряжение питающей сети, кВ                                 | 3; 3,3; 6; 6,6 | 3; 3,3; 6; 6,6 | -                    | 3; 3,3; 6; 6,6 |
| Тип электропривода                                           | Г-Д с МУ       | Г-Д с МУ       | Дизель-электрический | Г-Д с МУ       |
| Мощность сетевого двигателя, кВт                             | 250            | 250 (400)      | -                    | 250            |
| Масса рабочая, т                                             | 196            | 207            | 195                  | 211            |

## Производство и экспорт
| Годы выпуска (включая СЭ-3, ЭКГ-4, ЭКГ-4.6) | Россия и СНГ (республики СССР) | Румыния, Болгария, Германия, Польша, Югославия, Турция, Чехословакия, Венгрия, Финляндия | Китай, Индия, Монголия, Вьетнам, КНДР, | Египет, Афганистан, Сирия, Иран, Ирак, Гвинея, Куба, Мозамбик |
| ------------------------------------------- | ------------------------------ | ---------------------------------------------------------------------------------------- | -------------------------------------- | ------------------------------------------------------------- |
| 1948-2006, шт                               | 11591                          | -                                                                                        | -                                      | -                                                             |
| 1950-1993, шт                               | -                              | 855                                                                                      | -                                      | -                                                             |
| 1949-2002, шт                               | -                              | -                                                                                        | 751                                    | -                                                             |
| 1960-1991, шт                               | -                              | -                                                                                        | -                                      | 64                                                            |
| 2007, шт                                    | 10                             | -                                                                                        | 2                                      | -                                                             |
| 2008, шт                                    | 13                             | -                                                                                        | -                                      | -                                                             |
| 2009, шт                                    | 2                              | -                                                                                        | -                                      | -                                                             |

## Общее устройство
Экскаватор ЭКГ-5А состоит из рабочего оборудования, поворотной платформы с механизмами и ходовой тележки.
В рабочее оборудование входят: ковш, рукоять, стрела с напорным механизмом, двуногая стойка и механизм открывания ковша.
Поворотная платформа состоит из основной рамы, к которой по бокам крепятся две площадки, а сзади корпус противовеса.
На поворотной платформе установлены подъёмная лебёдка, два редуктора поворота, компрессорная установка, трансформатор, и высоковольтное распределительное устройство.
На корпусе противовеса установлен пятимашинный преобразовательный агрегат. Под поворотной платформой крепится стреловая лебёдка. Все механизмы на платформе закрыты кузовом. Для удобства монтажных работ, при ремонтах механизмов на платформе, кровля кузова имеет съёмные панели. Справа в передней части платформы устанавливается кабина машиниста и станция управления. В кабине сосредоточены органы управления экскаватором и контрольная аппаратура.
Поворотная платформа опирается на ходовую тележку через опорно-поворотное устройство, состоящее из зубчатого венца и роликового круга, заключённого между двумя рельсами. Кроме то-го, поворотная платформа соединена с ходовой тележкой центральной цапфой.
Между поворотной платформой и нижней рамой, расположен высоковольтный кольцевой токоприёмник. На поворотной платформе также установлено рабочее оборудование.
Тормозы подъёмной лебёдки, поворотного и напорного механизмов управляются при помощи сжатого воздуха, подаваемого компрессорной установкой. На ходовой тележке имеется гидравлическая система, управляющая тормозом ходового механизма и муфтами переключения гусениц.
| | |
| 1 - двуногая стойка; 2 - стрела и напорный механизм; 3 - рукоять ковша; 4 - ковш; 5 - механизм открывания днища ковша; 6 - гидравлическая система; 7 - гусеничный ход; 8 - роликовый круг; 9 - нижняя рама; 10 - гусеничная цепь; 11 - ходовой механизм; 12 - лебёдка подъёма стрелы | 13 - пневматическая система; 14 - подъёмная лебёдка; 15 - редуктор поворотного механизма; 16 - поворотная платформа; 17 - установка тормоза на двигателе поворота |

### Конструктивные особенности
- реечный напорный механизм с двухбалочной рукоятью и цельносварной стрелой коробчатого сечения обеспечивает лучшую отработку тяжёлых скальных забоев крупнокусковой или плохо взорванной горной массы;
- подъём ковша канатный, бесполиспастного типа с автоматическим выравниванием усилий в ветвях подъёмного каната;
- ковш сварно-литой с клиновым самозатягивающимся креплением зубьев. Свободно падающее днище ковша с широко расставленными петлями, исключающими динамический контакт с рукоятью;
- экскаваторы оборудованы стрелоподъемной лебёдкой, облегчающей ремонтно-монтажные работы;
- вентиляционные установки обеспечивают нагнетание в кузов воздуха, и создание избыточное давление воздуха в кузове;
- тормоза основных механизмов колодочного типа с пневматическим приводом для растормаживания;
- ходовая тележка — двухгусеничная. Гусеничный ход открытого малоопорного типа с отдельным приводом каждой гусеницы обеспечивает доступность для осмотра и ремонтов. Ведущие колёса («звёздочки»), имеющие сменные кулаки, подняты и освобождены от опорных реакций. Натяжение гусеничных лент осуществляется с помощью встроенных гидроцилиндров. На ходовых двигателях применена принудительная вентиляция;
- основные металлоконструкции экскаватора изготавливаются из легированной стали, стрела и рукоять — из высокопрочной стали.
- главные механизмы экскаватора имеют индивидуальный регулируемый электропривод;
- автоматическая система смазки сокращает до минимума затраты на техническое обслуживание экскаватора в процессе эксплуатации.

### Габаритные размеры и масса основных узлов и агрегатов
| Наименование узла (агрегата) | Номер чертежа | Масса, тн | Длина, м | Ширина, м | Высота, м |
| ---------------------------- | ------------- | --------- | -------- | --------- | --------- |
| Ковш                         | -             | 9,935     | 2,45     | 2,19      | 2,56      |
| Рукоять                      | -             | 7.950     | 7.915    | 1.774     | -         |
| Стрела с головными блоками   | -             | 17.14     | 11.15    | -         | -         |
| Двуногая стойка              | -             | 3.48      | 6.45     | 1.4       | -         |
| Преобразовательный агрегат   | -             | 8.0       | 4.76     | 1.12      | 1.6       |
| Двигатель подъёма            | -             | 3.5       | 1.85     | 0.96      | -         |
| Двигатель поворота           | -             | 0.93      | 1.32     | 0.57      | -         |
| Двигатель хода               | -             | 0.86      | 1.28     | 0.59      | -         |
| Двигатель напора             | -             | 0.86      | 1.28     | 0.59      | -         |
| Редуктор поворота            | -             | 2.01      | 1.32     | 0.85      | 0.62      |
| Редуктор хода                | -             | 2.95      | 1.34     | 1.09      | 0.88      |
| Редуктор подъёмной лебёдки   | -             | 3.12      | 1.78     | 1.14      | 1.69      |
| Поворотная платформа         | -             | 18.9      | 8.1      | 3.16      | 1.2       |
| Нижняя рама                  | -             | 10.5      | 3.0      | 3.0       | 1.68      |
| Гусеничная рама              | -             | 5.45      | 5.5      | 0.75      | 1.0       |
| Зубчатый венец               | -             | 2.77      | 3.37     | -         | -         |
| Роликовый круг               | -             | 1.78      | 3.05     | -         | -         |
| Центральная цапфа            | -             | 0.64      | 1.22     | 0.33      | -         |
| Кабина                       | -             | 1.1       | 2.36     | 1.35      | 2.76      |

### Характеристика канатов
| Назначение             | Обозначение каната | ГОСТ           | Диаметр каната, мм | Длина, м | Разрывное усилие каната, кгс |
| ---------------------- | ------------------ | -------------- | ------------------ | -------- | ---------------------------- |
| Подъём ковша           | 39,5-Г-В-Н-180     | ТУ 14-4-192-77 | 39,5               | 58,0     | 94623                        |
| Подъём стрелы          | 30-Г-В-О-Н-170     | ГОСТ 7669-80   | 30,0               | 125      | 57300                        |
| Открывание днища ковша | 11,5-Г-1-Н-180     | ГОСТ 3071-74   | 11.15              | 10,5     | 6255                         |

- Каталоги запчастей на ЭКГ-5, ЭКГ-8, ЭКГ-10
- Каталоги запчастей на ЭКГ-5А, ЭКГ-8И